# Cvikovští proroci
Cvikovští proroci je označení malého radikálního hnutí řazeného mezi novokřtěnce, které působilo v počátcích reformace v Cvikově (Zwickau), odkud byli vykázáni v roce 1521, a ve Wittenbergu, odkud odešli rovněž pod tlakem v roce 1522.
Vynikali znalostí Bible a radikalismem. Jejich vlivu zřejmě dočasně podléhaly i další reformátorské osobnosti, přinejmenším Thomas Müntzer, ale pravděpodobně i Philipp Melanchthon a Andreas Bodenstein. Vzhledem k tomu, jaký cvikovští proroci zaznamenali po příchodu do Wittenbergu prvotní úspěch, se s nimi i v důsledku žádosti saského kurfiřta Fridricha III. v teologické debatě utkal Martin Luther, který proti jejich učení pronesl několik kázání a podařilo se mu potlačit jejich vliv, takže nakonec museli Wittenberg opustit.